# Allopoda arizonica
Allopoda arizonica är en skalbaggsart som beskrevs av Schaeffer 1917. Allopoda arizonica ingår i släktet Allopoda och familjen ristbaggar. Inga underarter finns listade i Catalogue of Life.